# Wiedenzhausen

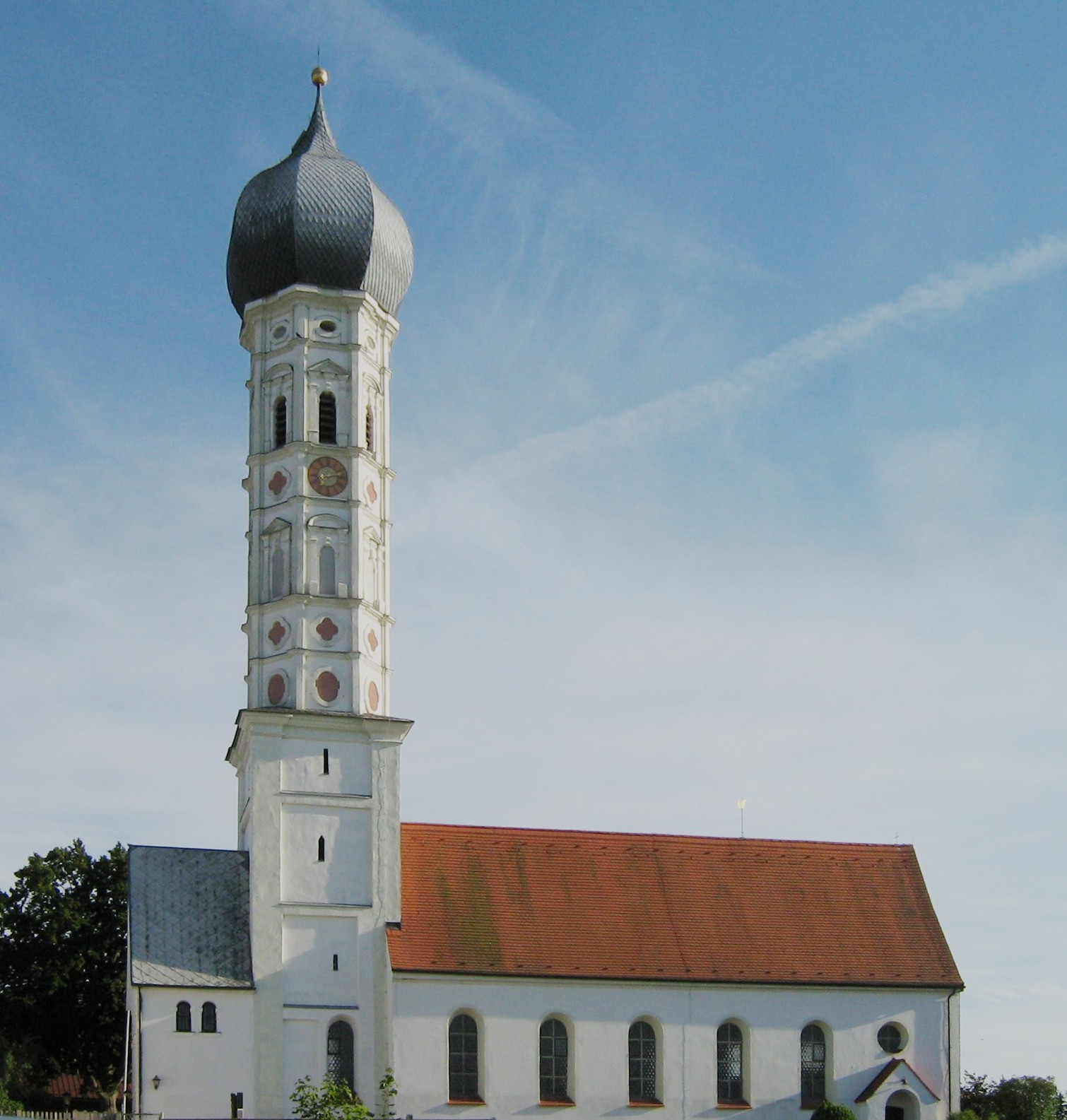
St. Florian in Wiedenzhausen

Wiedenzhausen ist ein Gemeindeteil der Gemeinde Sulzemoos im Landkreis Dachau (Oberbayern, Bayern). Das Kirchdorf liegt zwischen den Autobahnausfahrten Sulzemoos und Odelzhausen der A8 München–Stuttgart auf einer Höhe von 495 m ü. NHN.

## Namensherkunft
In einer Freisinger Urkunde vom 26. Mai 805 wird der Ort Wiedenzhausen erstmals als „Winimunteshusiv“ erwähnt. „Winimunteshusiv“ heißt so viel wie „bei den Häusern eines gewissen Winimuth“. Die Stammsilbe „Munt“ bedeutet im Alt- und Mittelhochdeutschen so viel wie „schützende Hand“ oder „großer Schutz“.

## Geschichte

### Mittelalter
Am 26. Mai 805 wurde Wiedenzhausen erstmals in einer Freisinger Urkunde als Uuinimunteshusir (Winimunteshusir) erwähnt. Ein gewisser Meginhart schenkte alles, was er an diesem Ort besaß, an die Kirche der Heiligen Jungfrau Maria und des Heiligen Korbinian zu Freising. 808 hat der Priester Pernhard eine Kirche in Wiedenzhausen errichten lassen. Am 15. August 808 weiht der Freisinger Bischof Atto die Kirche der Heiligen Jungfrau Maria. Es beginnt eine lange Ära der Marienverehrung in dieser Kirche, wovon noch heute die Statue der Muttergottes auf dem Hochaltar zeugt. Der 15. August war bereits im 8. und 9. Jahrhundert ein Marienfesttag. Hier wird urkundlich zusammen das Weihedatum, der Weihbischof, das Anfangspatrozinium und der Bauherr erwähnt, was sehr selten vorkommt.
815 erfolgt wieder ein urkundlicher Hinweis auf Wiedenzhausen. Das Kirchengut wird an den bischöflichen Vogt Spulit übertragen. 955 werden die in den vorhergehenden Jahrzehnten eingefallenen Ungarn auf dem Lechfeld bei Augsburg vernichtend geschlagen. Zwischen 957 und 994 tauschte Bischof Abraham von Freising einen Hof zu Wiedenzhausen mit 16 Morgen gegen einen gleich großen Hof zu Hohenkammer ein. Einige Jahre später, zwischen 977 und 994, erwirbt der Bischof einen weiteren Hof zu Wiedenzhausen und gibt dafür 2 Höfe in Sulzemoos her. Wegen dieser Tauschgeschäfte gibt es Vermutungen, dass die Bischöfe von Freising in Wiedenzhausen Besitz konzentrieren wollten.

### 13. bis 16. Jahrhundert
Um 1250 hinterließen die Herzöge von Schiltberg 2 Höfe in Wiedenzhausen. 1296 kaufte das Angerkloster in München ein Anwesen in Wiedenzhausen. 1315 erscheint in einer Diözesanbeschreibung (Konradinisches Matrikel) Wiedenzhausen erstmals als Filialkirche der Pfarrei Einsbach mit eigenem Friedhof. Im Mai 1447 nach dem Tod von Herzog Ludwig im Bart fallen 2 Höfe in Wiedenzhausen an das Herzogtum Bayern-Landshut.
Durch die Zunahme der Bevölkerung stieg die Anzahl der Anwesen in Wiedenzhausen durch Hofzertrümmerungen beziehungsweise Neugründungen von 24 im Jahr 1450 auf 29 im Jahr 1485 an. Es handelte sich hierbei um eine Tafernwirtschaft, 3 Ganzhöfe, 20 Sölden und 5 Lehen. Um 1500 gehörten zwei Höfe in Wiedenzhausen Herzog Georg von Bayern-Landshut. Diese beiden Güter stammten aus dem Nachlass der um 1250 ausgestorbenen Herzöge von Schiltberg. Zu dieser Zeit waren es bereits 32 Anwesen. Herzog Wilhelm IV. von Bayern hatte im Jahr 1529 den Hof des Wirts Wilhelm Rammlspacher, ein „Viertheil Zehends“ und ein zugekauftes Gut käuflich an sich gebracht. Der Ort gehört zum Landgericht Dachau.

### 17. bis 18. Jahrhundert
Mit der Gründung des Klosters Taxa und der dort beginnenden Marienverehrung verlor die Kirche von Wiedenzhausen 1619 ihre Bedeutung als Marienwallfahrt. Im Jahr 1632 besetzten die Schweden das Gebiet und blieben bis 1634 in Bayern präsent. Die Bevölkerung hatte nicht nur unter den Verwüstungen der Schweden, sondern auch unter den Einquartierungen der kaiserlichen und spanischen Truppen zu leiden. Das Gebiet im Landgericht Dachau zählt zu den am schwersten betroffenen Regionen innerhalb Bayerns. In den Jahren 1646 und 1648 kehrte der Krieg nach Bayern zurück. Nach zeitgenössischen Darstellungen waren die durch die Feldzüge angerichteten Verwüstungen noch schwerer als im Zeitraum von 1632 bis 1634. Die im Jahr 1933 in der Nähe der Kirche gefundene kindskopfgroße Schwedenkugel (im Volksmund: Sau-Glocke) zeugte von der Anwesenheit der Schweden.
1652 war vermutlich der Beginn der Fußwallfahrt zum Heiligen Leonhard nach Inchenhofen. Diese Wallfahrt dürfte durch die große Not der Jahre nach dem Dreißigjährigen Krieg entstanden sein. Inchenhofen war in dieser Zeit einer der größten Wallfahrtsorte der Christenheit. Der Kirchturm in seiner heutigen Größe wurde 1696 fertiggestellt. Der Turm wird dem Klosterbaumeister von Dießen, Michael Natter (1649–1719), zugeschrieben.
Verglichen mit dem Jahr 1500 nahm die Zahl der Anwesen 1760 um weitere 8 auf 40 zu. Darunter sind auch Handwerker wie Schmied und Wagner, da sich der Ort an einer wichtigen Straße befand. Die in der Mitte des 13. Jahrhunderts neu errichtete Landstraße von München über Dachau, Schwabhausen, Odelzhausen nach Augsburg wurde nach umfangreichen Ausbesserungsmaßnahmen im Jahr 1760 zur Poststraße aufgestuft. Seitdem benutzten vermehrt auch Bildungsreisende diese Route.

### 19. Jahrhundert
Auf Grund der Reformen des bayrischen Ministers Maximilian von Montgelas wurden Wiedenzhausen und Orthofen 1821 eine Gemeinde. Die lange Verbundenheit der beiden Ortschaften wurde somit auch „verwaltungstechnisch“ bestätigt. Kirchlich gehörte Orthofen weiterhin zur Pfarrei Sittenbach, Wiedenzhausen zur Pfarrei Einsbach. Nach mehr als 500 Jahren wurde Wiedenzhausen am 15. November 1841 von der Pfarrei Einsbach getrennt und der Pfarrei Ebertshausen zugeordnet. 1870 wurde die Kirche renoviert. Am 19. Juli 1896 wurde die Freiwillige Feuerwehr Wiedenzhausen gegründet.

### 20. Jahrhundert
Nach Ende des Ersten Weltkrieges beklagte der Ort 19 Gefallene und Vermisste.
1923 erfolgte der Anschluss an das Stromnetz. Eine Volkszählung wurde 1928 durchgeführt, der Ort hatte 421 Einwohner. 1929 wurde nach heftigem Streit über den Standort ein eigenes Schulhaus errichtet. 1936 wurde die Autobahn durch den Gemeindebereich gebaut. Ein Barackenlager für die Bauarbeiter wurde am westlichen Ortsrand errichtet. Durch Kiesabbau entstand der Autobahnsee.
1938 wurde das Kirchenschiff nach Westen verlängert und eine Empore errichtet.
Im gleichen Jahr erfolgte die Eröffnung der Autobahn München – Augsburg.
1945 kamen amerikanische Soldaten auf ihrem Vormarsch durch die Ortschaft. 
Nach Kriegsende fanden viele Flüchtlinge und Heimatvertriebene aus den deutschen Ostgebieten in Wiedenzhausen eine vorübergehende oder dauerhafte Heimat. Die Gemeinde beklagte 27 Gefallene und Vermisste. 1950 wurden die im Zweiten Weltkrieg abgelieferten Kirchenglocken ersetzt. Gegossen wurden die zwei neuen Glocken in der Glockengießerei Karl Czudnochowsky in Erding. Bei der Sandgrube am Wirtsberg kam es 1954 zu einem Fund von Zähnen von Urwelttieren. In diesem Bereich stand einst die Burg der „Grafen von Nordhofen“ (Orthofen).
1968 formierte sich gegen den geplanten neuen Münchner Großflughafen lauter Protest. Der neue Flughafen würde gemäß Planungen bis an die Ortsgrenze von Wiedenzhausen heranreichen. In Anspielung auf den damaligen Münchner Oberbürgermeister Hans-Jochen Vogel wird der Protestspruch „Vogel bleib in deinem Nest“ geprägt. Wegen der Nähe zum NATO-Fliegerhorst Fürstenfeldbruck wird das Vorhaben im Landkreis Dachau jedoch verworfen. 1978 hatte das Dorf 800 Einwohner. Das Bayerische Innenministerium genehmigte 1978 der Gemeinde ein Wappen. Abtstab, Pflug und Tatzenkreuz versinnbildlichen die drei Ortsteile.
Mit der Gebietsreform wurde die Gemeinde Wiedenzhausen am 1. Mai 1978 nach 157 Jahren aufgelöst. Wiedenzhausen und Orthofen werden Ortsteile der Gemeinde Sulzemoos.
1986 musste das Schulhaus einem Kindergarten weichen. Auf Initiative der „Interessengemeinschaft Wiedenzhausen“ fand im Mai 1994 eine Großdemonstration gegen die geplante Sondermülldeponie statt. Die Renovierungsarbeiten an der Kirche Sankt Florian wurden 1986 abgeschlossen.

### 21. Jahrhundert
Im Oktober 2004 hatte Wiedenzhausen 889 Einwohner. 2005 feierte Wiedenzhausen sein 1200-jähriges Jubiläum.

## Einwohnerentwicklung
| Jahr          | 1928 | 1966 | 1978 | 2004 | 2007 | 2018  |
| Einwohnerzahl | 421  | 555  | 800  | 889  | 916  | 1.170 |

## Pfarrzugehörigkeit
Kirchlich gehört Wiedenzhausen zur Pfarrei Ebertshausen. Diese wiederum zum Pfarrverband Odelzhausen.

## Ortsvereine
- Freiwillige Feuerwehr (gegründet 1896)
- Schützenverein „Tannenbaum“ (gegründet 1904)
- Veteranenverein (gegründet 1909)
- Burschenverein (gegründet 1932)
- Kath. Mädchengruppe (gegründet 1980)
- Gartenbauverein (gegründet 1983)
- Stockschützenverein